# 전주지곡초등학교
전주지곡초등학교는 대한민국 전북특별자치도 전주시 완산구에 있는 초등학교이다.

## 학교 연혁
- 1998년 9월 2일 설립
- 2002년 3월 1일 개교
- 2010년 9월 1일 제5대 소명숙 교장 부임
- 2011년 2월 11일 제9회 졸업식(251명 졸업, 누계 2,067명)
- 2011년 3월 1일 47학급 편성
- 2012년 2월 10일 제10회 졸업식(244명 졸업)
- 2012년 3월 1일 45학급 편성
- 2012년 9월 1일 제6대 박인순 교장 취임
- 2013년 2월 10일 제11회 졸업식(271명 졸업)
- 2013년 3월 1일 46학급 편성
- 2015년 2월 13일 제13회 졸업식(219명 졸업, 누계 3,024명)
- 2015년 3월 1일 44학급 편성
- 2015년 3월 1일 전라북도교육청 지정 혁신학교 운영(3년)

## 참고 자료
- 전주지곡초등학교 - 한국교육학술정보원 학교알리미